# San Benito Fútbol Club
El San Benito Fútbol Club es un equipo de fútbol de la Primera División de Guatemala, del departamento de Petén, re-fundado en el 2016, en honor al Deportivo San Benito que fue fundado en 1993, cuando la selección juvenil de Petén ganó el campeonato Nacional en el marco de los XVI juegos Deportivos Nacionales, apoderándose del Oro, en el mes de diciembre del año 1993, encuentro que se efectuó en el estadio Mateo Flores. El primer entrenador del Deportivo San Benito fue el Señor: Mario Zelaya. Como el deportivo, por muchas razones se quedó sin directiva y ninguna persona quería hacerse cargo del plantel, el señor Juan José Rodríguez Navas tomó el mando del equipo argumentando que el nombre que llevaría el club sería Deportivo San Benito  ya que él era entrenador de un equipo que jugada en la liga departamental de Petén, en junio del 2010 la directiva tomó la decisión de cambiarle el nombre "Petén Fútbol Club" para tener mayor identidad con la gente, años más tarde desapareció, hasta el 2016 cuando nació San Benito FC.

## Uniforme
- Uniforme titular: Camiseta verde con vivos amarillos, pantalón y medias verdes.
- Uniforme alternativo: Camiseta blanca, pantalón y medias blancos.

## Estadios
- Pablo Sixto Ochaeta (2020-2023)
- Alejandro Ochaeta Requena (1993-2001, 2016-2020, 2023-actualidad)
- Municipal La Libertad (2001-2004)
- Marco Antonio Fión-Castellanos

## Jugadores

### Plantilla 2023
POR - Elder Hernández
 POR - Jorbin Escobar
 DEF - Renny Folleco
 DEF - Juan Carlos Valenzuela
 DEF - Franklin Linares
 DEF - Luis Vargas
 DEF - José Maverick Gómez
 DEF - Kevin Tiul Yalibat
 DEF - Josué Díaz
 DEF - Adrián Ventura
 MED - Marvin Mejía
 MED - José Márquez
 MED - Walter Guzmán
 MED - Diego Carbajal
 MED - William Barillas
 DEL - Juan José Valenzuela
 DEL - Alexander Escobar
 DEL - Víctor Palacio
 DEL - Germán Velásquez

## Palmarés

### Torneos nacionales
- Subcampeón de la 3.ª División: 1995
- Campeón 2.ª División de Guatemala (1): 2000
- Subcampeón 2.ª División de Guatemala: 2022